# Low spec！？ ～俺和年幼妹（女朋友）的性教育！～
《Low spec！？ ～俺和年幼妹（女朋友）的性教育！～》是Hamham Soft（はむはむソフト）在2016年11月25日發售的戀愛冒險類型成人遊戲，當中由紫刀、池田淳共同負責原畫，Hatsu、下地和彦擔當編劇。
《Low spec！？》擁有多條劇情分支路線，當中有一系列預先設定的場景和人物互動。整部遊戲聚焦於4名女主角跟玩家角色的互動，並刻畫角色之間的性行為。整個故事以玩家角色志藤玲兒的視角作切入點。他是個幫忙照顧他家女兒的監護人，並在照顧過程中發現4名年幼少女對自己的吸引力。
這部遊戲在開售後登上日本美少女遊戲暨動漫相關商品銷售網站Getchu屋當月視覺小說銷量排行榜的第14位，並在該網站上被票選為2016年11月度第9佳的美少女遊戲。

## 遊戲系統

《Low spec！？》的遊玩介面，圖中女主角咲間蒼空正在跟其他角色進行對話。

《Low spec！？》採取戀愛冒險的遊玩方式。玩家所扮演的是本作的男主角志藤玲兒。大部分的劇情玩家會以他的視角進行遊戲。遊戲中全部角色皆有語音，只有玩家角色沒有。玩家遊玩時需要閱覽屏幕上所顯示的文本以了解故事情節和人物之間的對話。這些文字會與人物動畫和背景一同出現，用以表示對話的對象。玩家會在故事中遇見代替背景和人物拼合圖的CG。《Low spec！？》擁有多條劇情分支路線，每條路線的结局皆有所不同。玩家的選擇最終會影響進入哪條路線，从而影響结局。
本作角色之間的關係亦帶有一定性意味。有關場景包括口交、性交、颜面骑乘。玩家在某些預設的段落中須選擇行為選項，對話框的下一段文本在做出選擇前並不能夠顯示。一些選項可能會令遊戲提早結束，另一些則會改變結局，也有些選項會令玩家不能觀覽同一路線的劇情。玩家必須反覆載入選項頁面並選擇不同的選項，才能夠觀覽存於不同路線的劇情。《Low spec！？》擁有幾個不同的結局。

## 故事
本作的男主角志藤玲兒需在補習社代替忙於日常的家長照顧四名少女——志藤李衣菜、鈴原美心、咲間羽、咲間蒼空。他在照顧這四名還在發育的少女的過程中，發現自己對她們產生性意念。於是他便在过着日常生活的同时，透過各種方式誘使她們跟自己發生性關係。

## 角色
志藤李衣菜
玲兒的妹妹，任性易怒。由於她擁有四分之一英國人血統，所以外表較偏向白人，並為此經常在班上成為焦點及为人戲弄。她最終因此而變得怯場。
鈴原美心（聲優：美空なつひ）
玲兒朋友的妹妹。個性認真、細心、倔強。有着日本娃娃般的外表。平日較不說自己的事。擅於學習，但不擅運動。
咲間羽（聲優：手塚りょうこ）
在日常經常照顧妹妹蒼空的姐姐。與美心相反，擅於運動，有活力，但不擅需要用到腦袋的事。她因为經常外出而曬黑。她會不斷把自己喜歡的事重複進行。
咲間蒼空（聲優：mahilo）
羽的妹妹，易害羞。由於與玲兒相處的日子較短，所以在他面前較拘謹。相當依賴姐姐，令她只有在姐姐面前才能把事件做好。

## 開發
《Low spec！？》是開發團隊Hamham Soft在開發和《Low-rise！！！》後的作品，亦是Low三部曲的最後一部曲。是作由紫刀、池田淳（SD原畫）共同負責原畫，他們都有負責或《Low-rise！！！》原畫的經驗。本作的兩位編劇Hatsu和下地和彥亦有在上述作品擔任編劇的經驗。下地和彥除了負責編劇之外，還同時擔當本作的監製、製作人，並負責音樂方面的製作。新井健史則跟下地和彥一起製作本作的音樂。片頭曲《純白☆study time》和片尾曲皆由主唱。

## 宣傳發行
官方在2016年3月26日推出《Low spec！？》的官方情報網站，使人們可在上方獲得本作的最新資訊和免費小冊子，並舉辦「橫幅廣告活動」。7月26日，它在YouTube上公開本作的片頭曲。29日，它在Sofmap Amusement舉辦了首次活動，來場者可獲贈角色貼紙，已預約之人士更可於現場獲贈直笛。8月16日至8月22日，它於YouTube推出開本作四名角色的第二部自我介紹影片。
9月27日，Hamham Soft在Twitter上宣佈因為預約數量不理想，預計無法獲利，故把這部作品的開售日從10月28日延至11月25日。2日後，它為了延期一事而公開一段新的片頭動畫。10月10日，它在Twitter上舉辦了「性徵成長中少女」運動會轉發活動。14日，它公佈介紹《Low spec！？》特色的宣傳影片。21日，它發佈了本作的免費體驗版第二弾，予供公眾下載試玩，此一體驗版較為強調本作的特色功能，並在日本全國各大遊戲商店為已預約者贈送直笛。本作的發售倒數活動則於25日開始。它在3日後於秋葉原舉辦體驗版DVD贈送活動。11月14日至26日，它舉辦了Twitter轉推抽獎活動，中獎者將獲贈本作的週邊產品。
《Low spec！？》在2016年11月25日開售，同時相容Windows Vista/7/8/10。官方會在當天為預訂者贈送小冊子《Real Low-Analyze》。部分遊戲商店會為購買者贈送像電話卡、掛毯般的贈品。Hamham Soft在發售當天舉辦了紀念活動，於當中為購入者贈送海報。下載版在12月9日公開。

## 評價
這部遊戲在開售後登上日本美少女遊戲暨動漫相關商品銷售網站Getchu屋當月視覺小說銷量排行榜的第14位，並在該網站上被票選為2016年11月度第9佳的美少女遊戲。

## 外部連結
- 官方网站 （页面存档备份，存于）（日語）